# Mairis Briedis
Mairis Briedis (født 13 januar 1985 i Riga i Letland) er en lettisk professionel bokser. Han er den første lettiske til at vinde en verdensmestertitel, og har været indehaver af WBC cruiservægttitlen siden april 2017.

## Professionel karriere

### Tidlig karriere
I en alder af 24 år blev Mairis Briedis, som tidligere fungerede som politibetjent i Riga, professionel i 2009. Han rakkede op flere sejre i sit hjemland og i udlandet, herunder en anden omgangs TKO mod tidligere verdensmestertitel-udfordrer Danny Williams. Han blev undervejs indehaver af IBA-cruiservægt-titlen.
Briedis første kamp var 2015, hvor han rykkede op i vægt og rejste til Rusland for at møde tidligere sværvægts-title udfordrer Manuel Charr. Briedis slog sin meget større modstander ud med et enkelt slag i femte omgang.
I 2016 knockoutede Briedis hårdt-slående nigerianske Olanrewaju Durodola i en brutal kamp og vandt dermed WBC-sølv-cruiservægt-mesterskabet. Dette gjorde ham til obligatorisk udfordrer til vinderen af Tony Bellew og Ilunga Makabu.Briedis var ringside til kampen og lykønskede den sejrende Bellew i hans omklædningsrum bagefter.
Briedis kæmpede derefter i Storbritannien for første gang i en forbløffende kamp mod Simon Vallily på underkortet til Bellews første titelforsvar mod BJ Flores. Bellew forlod sin titel i begyndelsen af 2017, hvilket betød, at den ledige titel ville være på spil i Briedis næste kamp.

### Briedis vs Huck
På grund af at Tony Bellew skulle i kamp mod David Haye i stedet for at møde Briedis, beordrede WBC en kamp om interim WBC-cruservægt-titlen mellem Marco Huck og Briedis. Vinderen ville opnå en kamp med Bellew om den rigtige WBC-titel eller muligvis blive forhøjet til fuld mesterskabsstatus, hvis Bellew besluttede at blive i sværvægt.Da Bellew ikke havde tænkt sig at forsvare sin titel i et stykke tid, forlod han titlen i marts 2017.
Den 1. april 2017 vandt Briedis den ledige WBC-cruiservægt-titel ved at besejre Huck via en dominerende enstemmig afgørelse (118-109, 117-110, 116-111). Huck fik fratrukket et point efter et utilsigtet headbutt. Han var i stand til at udbokse den to-gange-verdensmesteren Huck og forhindre ham i at få succes på indersiden i kampen. Nogle bokseesperter havde Briedis til vinde hver eneste omgang i kampen.IBO-titlen, som tidligere blev holdt af Huck, blev ledig på grund af at Briedis ikke betalte sanktionsgebyrerne.

### World Boxing Super Series
Den 2. juni 2017 meddelte Briedis at han ville deltage i den indledende World Boxing Super Series-turnering, hvor vinderen ville modtage en storpris samt Muhammad Ali Trofæet. Briedis beskrev turneringen som 'Champions League of Boxing'.

#### Briedis vs Perez
Ved udtræknings Gallæn, der fandt sted den 8. juli i Monte Carlo, valgte Briedis den tidligere sværvægts-udfordrer Mike Perez (22-2-1, 14 KOs) som sin kvartfinale modstander. Perez havde været ude af aktion i 25 måneder før han rykkede ned til 200 punds grænsen i cruiservægt-klassen og vandt sin første kamp ved denne vægt i en første omgangs knockout-sejr 10. juni 2017.Den 22. juli meddelte WBSS, at kampen ville finde sted i Briedis hjemland Letland på Riga Arena i Riga den 30. september 2017. Dette var den 8. gang, Briedis kæmpede i arenaen.
Briedis vandt en opslidende kamp i sin hjemby og slog Mike Perez ved enstemmig afgørelse efter 12 omgange (116-110, 115-111, 114-112). Perez fik fratrukket et point i 3. omgang efter et utilsigtet headbutt. Briedis fik også fratrukket et point i 10. omgang for overdreven holderi. Med sejren går Briedis videre til semifinalerne og skal møde den top-seedede ukrainske WBO-mester Oleksandr Usyk.